# Nejmeh Sporting Club
Il Nejmeh Sporting Club (in arabo نادي النجمة الرياضي‎?), meglio noto come Nejmeh, è una società calcistica libanese di Beirut, con sede nel distretto del Manara. Milita nella Prima Divisione, la massima serie del campionato libanese di calcio.
Il club, tra i più popolari del Libano, fu fondato a Beirut nel 1945 e ottenne la licenza nel 1947. Conobbe una graduale ascesa sino alla massima divisione nazionale, raggiunta nel 1951. Il Nejmeh vinse 9 titoli del campionato libanese, 8 coppe nazionali, 12 Coppe d'Élite e 7 supercoppe. In ambito continentale il Nejmeh si piazzò secondo nella Coppa dell'AFC 2005, dove perse la finale contro i giordani dell'Al-Faisaly
Il Nejmeh condivide una rivalità storica con l'Ansar, compagine anch'essa con sede a Beirut, conosciuta come il derby di Beirut. Il consiglio del club è affiliato al partito politico Movimento del Futuro e alla famiglia Hariri.

## Storia
Il Nejmeh fu stata fondata nel 1945 dalle comunità druse e sunnite di Ras Beirut, Beirut, Libano, come squadra di calcio, con Anis Radwan come primo presidente. Questo comitato fece domanda per una licenza al governo libanese il 4 marzo 1947, che fu rilasciata il 28 aprile. Si racconta che la scelta del nome del club sia avvenuta l'11 ottobre 1945, quando si tenne una riunione notturna a casa di Radwan per discutere gli affari della squadra. Guardando le stelle del cielo, Radwan decise di chiamare la squadra Nejmeh (arabo per "stella"). La stella a cinque punte è il simbolo religioso dei drusi.
Il 25 luglio 1950, il Nejmeh vinse la Seconda Divisione, ma fu ufficialmente promosso solo nel 1951, durante il quale Papken Poyajian fu nominato presidente del club. Parteciparono per la prima volta nella Prima Divisione durante la stagione 1953-54. Il Nejmeh finì finalista nella coppa nazionale due volte: nel 1951 e nel 1964, perdendo in finale rispettivamente contro Shabiba Mazraa e Safa.
Il Nejmeh alzò il suo primo trofeo, la coppa nazionale, il 31 ottobre 1971, quando vinse per 3-1 contro il Safa. I gol del Nejmeh furono segnati da Jamal Al Khatib, Hassan Chatila e Mahmoud Chatila. Negli anni '70, i giocatori della nazionale brasiliana Pelé e Bebeto giocarono partite con Nejmeh come ospiti onorari.

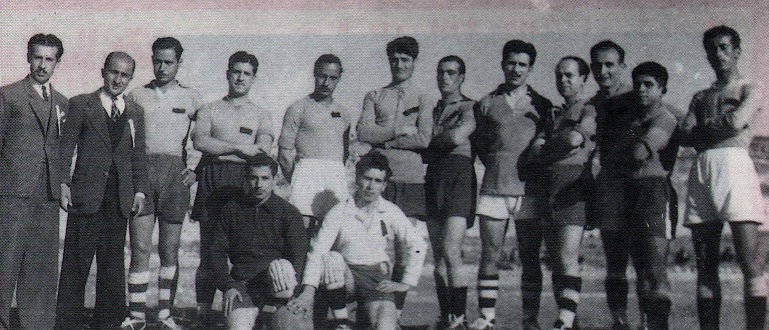
La formazione del Nejmeh nel 1945.

## Palmarès

### Competizioni nazionali
- Campionato libanese: 9

1972-1973, 1974-1975, 1999-2000, 2001-2002, 2003-2004, 2004-2005, 2008-2009, 2013-2014, 2023-2024
- Coppa di Libano: 8

1970-1971, 1986-1987, 1988-1989, 1996-1997, 1997-1998, 2015-2016, 2021-2022, 2022-2023
- Supercoppa di Libano: 8

2000, 2002, 2004, 2009, 2014, 2016, 2023, 2024
- Coppa d'Élite libanese: 12 (record)

1996, 1998, 2001, 2002, 2003, 2004, 2005, 2014, 2016, 2017, 2018, 2021

### Altri piazzamenti
- Campionato libanese:

Secondo posto: 1994-1995, 1996-1997, 1997-1998, 2000-2001, 2002-2003, 2005-2006, 2009-2010, 2011-2012, 2012-2013, 2017-2018, 2020-2021
Terzo posto: 1995-1996, 2007-2008, 2010-2011, 2014-2015, 2015-2016, 2016-2017, 2018-2019
- Coppa del Libano:

Finalista: 1950-1951, 1963-1964, 1995-1996, 2002-2003, 2003-2004, 2011-2012, 2014-2015, 2017-2018, 2020-2021
- Coppa dell'AFC:

Finalista: 2005
Semifinalista: 2006, 2007
- Coppa dei Campioni araba per club:

Finalista: 1982

## Tifoseria

### Gemellaggi e rivalità
Fondato nel febbraio 2018, il collettivo Ultras Supernova del Nejmeh è stato il primo gruppo di tifosi organizzati in Libano. Il nome Supernova è un riferimento all'etimologia di Nejmeh che, in arabo, significa "stella". Prima della partita della Coppa dei Campioni araba contro gli egiziani dell'Al-Ahly, giocata il 13 agosto 2018, sette tifosi degli "Ultras Supernova" furono arrestati dalla sicurezza nazionale egiziana a causa delle connotazioni negative che la parola "ultras" ha in Egitto. I tifosi furono rilasciati e tornarono in Libano su richiesta dell'ambasciatore libanese del Cairo.
Il derby di Beirut con l'Ansar è storicamente la partita più attesa in Libano: entrambi situati a Beirut, Nejmeh e Ansar hanno vinto, insieme, la maggior parte dei titoli nazionali. Mentre il Nejmeh ha avuto più successo in Asia, l'Ansar detiene il maggior numero di titoli di campionato e coppe nazionali. Negli anni duemiladieci è sorta una rivalità accesa anche con l'Ahed, altra squadra di Beirut che conobbe molto successo in patria nel 2014-2015. Le tensioni tra le due tifoserie costrinsero la federazione a cambiare sedi delle partite diverse volte. Il caso più evidente si registrò nella stagione 2016-2017, quando il Nejmeh si rifiutò di giocare contro l'Ahed in campionato e fu sanzionato con sei punti di penalizzazione. Un'altra rivalità che si è sviluppata in epoca più recente è quella con il Salam Zgharta. Dalla stagione 2016-2017 il Salam Zgharta e il Nejmeh hanno giocato a varie partite. Altre partite importanti sono contro il Safa e il Racing Beirut, entrambe situate nella stessa città del Nejmeh.

## Organico

### Rosa
Rosa aggiornata al 1 marzo 2019.
| N. |                    | Ruolo | Calciatore                 |
| -- | ------------------ | ----- | -------------------------- |
| 1  | Libano (bandiera)  | P     | Ali Al Sabeh               |
| 4  | Libano (bandiera)  | C     | Nader Matar                |
| 5  | Benin (bandiera)   | C     | Mohamad Chamseddine Chaona |
| 6  | Libano (bandiera)  | D     | Abed AlFattah Ashour       |
| 7  | Libano (bandiera)  | A     | Hassan Al Mohamed          |
| 8  | Libano (bandiera)  | A     | Bako                       |
| 10 | Libano (bandiera)  | A     | Hassan Maatouk             |
| 11 | Libano (bandiera)  | A     | Ali Bazzi                  |
| 13 | Libano (bandiera)  | C     | Yehya Al Hindi             |
| 14 | Libano (bandiera)  | C     | Hassan Annan               |
| 16 | Croazia (bandiera) | D     | Ante Bakmaz                |
| 17 | Libano (bandiera)  | C     | Mahmoud Siblini            |
| 18 | Libano (bandiera)  | D     | Kassem El Zein             |
| 19 | Libano (bandiera)  | D     | Ali Hamam (capitano)       |

| N. |                    | Ruolo | Calciatore           |
| -- | ------------------ | ----- | -------------------- |
| 24 | Libano (bandiera)  | D     | Maher Sabra          |
| 25 | Libano (bandiera)  | A     | Ali Salman Alaeddine |
| 30 | Libano (bandiera)  | D     | Hussein Sharafeddine |
| 32 | Libano (bandiera)  | P     | Abbas Hassan         |
| 33 | Libano (bandiera)  | D     | Andrew Sawaya        |
| 38 | Senegal (bandiera) | D     | Idrissa Niang        |
| 69 | Libano (bandiera)  | A     | Mohammed Jaafar      |
| 70 | Libano (bandiera)  | A     | Ali Al Haj           |
| 77 | Libano (bandiera)  | C     | Mahdi Zein           |
| 80 | Libano (bandiera)  | C     | Haidar Khreiss       |
| 90 | Libano (bandiera)  | C     | Omar Zeineddine      |
| 93 | Libano (bandiera)  | D     | Amir Al Hosry        |
|    | Libano (bandiera)  | P     | Mohammad Bechara     |
|    | Libano (bandiera)  | C     | Ahmad Jalloul        |